# Euphorbia quadrialata
Euphorbia quadrialata es una especie fanerógama perteneciente a la familia Euphorbiaceae. Es endémica de África oriental.

## Descripción
Es una especie de árbol que alcanza un tamaño de hasta 15 (-20) m de altura, con un solo tronco con pocas ramas ascendentes, de 30 cm de diámetro, con 6-8 líneas verticales de  las cicatrices de ramas caídas.

## Ecología
Se encuentra en las pendientes rocosas y farallones de gneis con matorrales caducifolios abiertos, a una altitud de 400-1300 metros.

## Taxonomía
Euphorbia quadrialata fue descrita por Ferdinand Albin Pax y publicado en Botanische Jahrbücher für Systematik, Pflanzengeschichte und Pflanzengeographie 33: 286. 1903.
Etimología
Euphorbia: nombre genérico que deriva del médico griego del rey Juba II de Mauritania (52 a 50 a. C. - 23), Euphorbus, en su honor – o en alusión a su gran vientre –  ya que usaba médicamente Euphorbia resinifera. En 1753 Carlos Linneo asignó el nombre a todo el género.
quadrialata: epíteto latino que significa "con cuatro lados".